# Girolamo Guidoni
Girolamo Guidoni (Vernazza, 19 febbraio 1794 – Vernazza, 2 luglio 1870) è stato un geologo e naturalista italiano.

## Biografia
Nasce a Vernazza unico figlio di Lodovico e di Barbera Salvioni di Massa e s’iscrive alla Facoltà di Medicina all’Università di Genova senza tuttavia laurearsi. Negli stessi anni si dedica allo studio della Chimica e della Botanica. 
Nel 1822 si stabilisce a Massa dopo il suo matrimonio con la cugina Marianna Salvioni e intrattiene contatti con vari naturalisti liguri e toscani. Si dedica a frequenti escursioni naturalistiche sulle Alpi Apuane. 

Per dedicarsi alla gestione dei vigneti di famiglia deve fare ritorno nelle Cinque Terre e compie altre osservazioni naturalistiche sul territorio della Riviera di Levante e sulle alture del Golfo della Spezia. Frutto delle sue escursioni è un’importante collezione di minerali, vegetali e animali che lo pone in contatto con molti studiosi italiani ed europei. 
Nel 1823 pubblica una sua Memoria sulle viti ed i vini delle Cinque Terre con consigli per un migliore sfruttamento dei terreni e delle varietà dei vigneti locali. Questa pubblicazione lo rende noto ai naturalisti dell’epoca (P.Savi , G.Bertoloni, E.Repetti) e viene cooptato nell’Accademia dei Georgofili nella qualità di esperto raccoglitore e conoscitore della flora, fauna e dei rilievi del Levante ligure.

Nel 1824 scopre ammoniti e belemniti sul monte Coregna nella regione spezzina.
Nel 1826 entra a far parte della Società toscana di storia naturale alla quale invia le sue Osservazioni geognostiche e mineralogiche sopra i monti che circondano il Golfo della Spezia. Nonostante questi successi in geologia si trova in cattive condizioni finanziarie e cerca un impiego in Toscana, presso il Granduca Leopoldo II.
Continua a dedicarsi alla geologia, in particolare approfondendo i suoi precedenti studi stratigrafici sul Golfo della Spezia e sulla datazione delle sue rocce. Del 1827 è una sua relazione sul Portoro, pregiato marmo dell’isola Palmaria e di Portovenere.
Alla morte del padre, nel 1830, la sua situazione economica peggiora e cerca, senza successo, di trovare un lavoro nelle Università di Genova e di Torino. Per poter acquistare le costose novità librarie di geologia deve risolversi a vendere ai musei la sua vasta collezione di minerali e fossili.
Spesso incompreso, prende parte a vari Congressi di Geologia proponendo relazioni orientate allo sviluppo industriale delle risorse minerali.
Pubblica in saggio Delle meravigliose fontane ed altre curiosità naturali del golfo nel quale cita la pola d'acqua dolce a Cadimare.
Le ristrettezze economiche non gli consentono più l’acquisto dei libri necessari a mantenersi aggiornato sugli ultimi sviluppi degli studi geologici e decide di ritirarsi nella sua casa di Vernazza. 

L’ultima sua conferenza è alla Spezia nel 1865 invitatovi, per chiara fama, dal naturalista Capellini.
Muore nella sua Vernazza nel 1870, all’età di 76 anni.